# Дгіан Чанд
Дгіан Чанд Баїс (англ. Dhyan Chand Bais; 28 серпня 1905, Аллахабад, Уттар-Прадеш, Індія — 3 грудня 1979, Делі, Індія — індійський спортсмен, член національної чоловічої збірної команди з хокею на траві, триразовий олімпійський чемпіон 1928, 1932 і 1936 років.

## Життєпис
Дгіан Чанд вважається одним з найкращих в історії хокеїстом на траві. Грі навчився у англійських офіцерів. Перший раз виступив у складі команди Індії в 1926 році. Брав участь у трьох Олімпійських іграх (Амстердам (1928), Лос-Анджелес (1932), Берлін (1936)) і тричі в складі збірної завойовував золоті медалі.
У 1947—1948 роках був ще одним з найкращих індійських хокеїстів, але відмовився від участі в літніх Олімпійських іграх 1948 року. Займав позицію середнього нападника.
На трьох олімпіадах брав участь в 12 матчах і забив 40 голів (у середньому 3,33 голи за гру). Всього за свою спортивну кар'єру у складі національної збірної забив більше 400 голів.
Останні дні життя Дгіан Чанд провів у забутті і бідності. Помер від раку стравоходу 3 грудня 1979 року.
Його молодший брат Руп Сінгх також був одним з найуспішніших гравців хокейної команди, і його син Ашок Кумар завоював бронзову медаль на літніх Олімпійських іграх 1972 року в Мюнхені.
За заслуги в спорті його ім'ям Дгіана Чанда названий Національний стадіон для гри в хокей на траві на проспекті Раджпатх у центрі Нью-Делі.

## Примітки

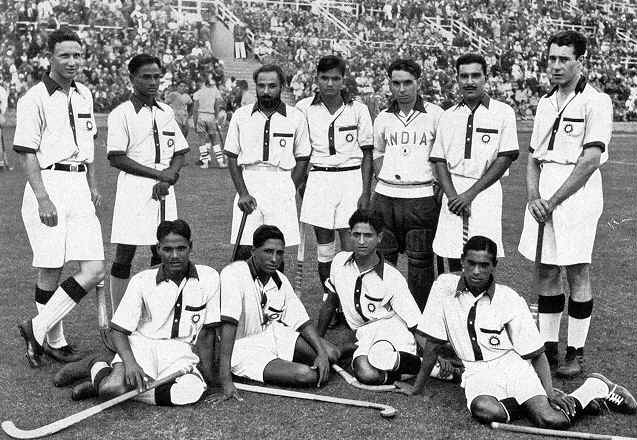
Чоловіча збірна Індії з хокею на траві. Берлін 1936 році Дгіан Чанд стоїть другим зліва